# Tijs van den Brink
Tijs van den Brink (Nijkerk, 5 augustus 1970) is een Nederlands journalist en presentator.

## Leven en werk
Van den Brink groeide op in een hervormd gezin. Na het vwo op het Van Lodenstein College in Amersfoort deed hij de Evangelische School voor Journalistiek in Amersfoort, destijds onderdeel van de Evangelische Hogeschool en later vallende onder de Christelijke Hogeschool Ede. Hij wilde in eerste instantie politieagent of sportdocent worden, maar kwam niet door de selectieprocedure. Daarom besloot hij journalistiek te gaan doen, waar hij geen spijt van kreeg.

### Kranten
Hij begon in 1993 zijn journalistieke loopbaan bij het Veluws Dagblad met een sfeerverslag van de voetbalwedstrijd Sparta Nijkerk - Feyenoord. Vervolgens werkte hij voor het Friesch Dagblad, waarbij hij zich richtte op Leeuwarden; vanaf 1995 was hij parlementair medewerker bij deze krant.

### EO
In de loop van 1996 werd Van den Brink hoofd van de politieke redactie van de Evangelische Omroep. Vanaf 1999 begon hij ook diverse radio- en tv-programma's bij deze christelijke omroep te presenteren. Van 2002 tot begin 2014 was hij een van de presentatoren van de actualiteitenrubriek van de NOS, Met het Oog op Morgen op NPO Radio 1. In het najaar van 2003 werd hij onder meer tv-presentator van TweeVandaag en – toen de EO dit verruilde voor Netwerk – presentator van laatstgenoemd programma vanaf het najaar van 2004. In dat jaar ontving hij de Marconi Award voor beste radiopresentator. 
In mei 2007 begon Van den Brink met collega Andries Knevel het praatprogramma Knevel & Van den Brink. Dit programma op Nederland 1 was in het zomerseizoen de vervanger van Pauw & Witteman. Vanaf 25 augustus 2008 presenteerde hij Dit is de Dag op Radio 1, met wisselende medepresentatoren. Van januari 2010 tot en met december 2012 presenteerde Van den Brink samen met Knevel het praatprogramma Moraalridders. Ook presenteerde hij in omroepseizoen 2010-2011 afwisselend met Knevel de actualiteitenrubriek Uitgesproken EO op Nederland 2. In de zomer van 2012 presenteerde hij samen met Willemijn Veenhoven het ochtendprogramma van de Radio 1 Sportzomer.
Vanaf 2012 voerde hij in het televisieprogramma Adieu God? (NPO 2) gesprekken met bekende Nederlanders die een christelijke opvoeding hadden gehad maar levensbeschouwelijk een andere richting waren ingeslagen. Onder zijn gasten bevonden zich onder meer Johan Derksen, Anita Witzier, Ronald Plasterk, Filemon Wesselink, Stef Bos, Arjen Lubach, Aart Staartjes, Petra Stienen en Jack Spijkerman.
Van den Brink had in 2016 en 2017 een eigen actualiteitenpraatprogramma getiteld De Tafel van Tijs.
Vanaf januari 2020 tot juni 2024 presenteerde Van den Brink samen met Giovanca Ostiana op dinsdag de NPO-talkshow Op1. Daarnaast startte hij op 6 februari 2020 met de serie God, Jesus, Trump!. Sinds september 2024 presenteert Van den Brink de talkshow Dit is Tijs, waarvan het eerste seizoen uitgezonden werd op zondagochtenden en het tweede op zaterdagavonden.

### Politiek
Na de val van het kabinet-Schoof in juni 2025 solliciteerde Van den Brink naar een plek op de kandidatenlijst van het Christen-Democratisch Appèl voor de Tweede Kamerverkiezingen 2025. Vanwege die sollicitatie stopte hij medio augustus dat jaar met zijn journalistieke werkzaamheden bij de EO.

### Podcasts
In 2020 begon Van den Brink met het presenteren van enkele podcasts voor de EO en NPO Radio 1, namelijk Virusfeiten en De Spindoctors. Laatstgenoemde won in 2024 de PrinsjesPodcastprijs.

### Boeken
- In 2001 schreef hij met zijn EO-collega Embert Messelink het boek getiteld Brieven aan God;
- In 2013 schreef hij een boek naar aanleiding van gesprekken in Adieu God?.

## Privéleven
Van den Brink is een broer van theoloog Gijsbert van den Brink. Kerkelijk behoort Van den Brink tot de Confessionele Beweging binnen de Protestantse Kerk in Nederland.